# Zlatý glóbus za nejlepší seriál (drama)
Zlatý glóbus za nejlepší seriál (drama) uděluje Asociace zahraničních novinářů v Hollywoodu (angl. Hollywood Foreign Press Association) každoročně v lednu na ceremoniálu Zlatých glóbů.
Kategorie se původně jmenovala Nejlepší televizní seriál a od roku 1970 se dělí na žánry drama a komedie / muzikál.
Následující seznam obsahuje seriály pouze vítězné. Rok u vítězného pořadu znamená rok, za který byl oceněn; nikoliv rok, kdy se konal slavnostní ceremoniál. Zahrnuty jsou i seriály a pořady udělené před rokem 1970 a to v kategorii Nejlepší televizní seriál. Má-li pořad český distribuční název, je uveden pod ním.

## Vítězové

### 1961–1970
- 1961: My Three Sons a What's My Line?
- 1962: The Dick Powell Show a The Defenders
- 1963: The Richard Boone Show
- 1964: The Rogues
- 1965: The Man From U.N.C.L.E.
- 1966: I Spy
- 1967: Mission: Impossible
- 1968: Rowan & Martin's Laugh-In
- 1969: Marcus Welby, M.D.
- 1970: Medical Center

### 1971–1980
- 1971: Mannix
- 1972: Columbo
- 1973: The Waltons
- 1974: Upstairs/Downstairs
- 1975: Kojak
- 1976: Rich Man, Poor Man
- 1977: Kořeny
- 1978: 60 Minutes
- 1979: Lou Grant
- 1980: Šogun

### 1981–1990
- 1981: Poldové z Hill Street
- 1982: Poldové z Hill Street
- 1983: Dynastie
- 1984: To je vražda, napsala
- 1985: To je vražda, napsala
- 1986: Právo v Los Angeles
- 1987: Právo v Los Angeles
- 1988: thirtysomething
- 1989: China Beach
- 1990: Městečko Twin Peaks

### 1991–2000
- 1991: Zapadákov
- 1992: Zapadákov
- 1993: Policie New York
- 1994: Akta X
- 1995: Správná pětka
- 1996: Akta X
- 1997: Akta X
- 1998: Advokáti
- 1999: Rodina Sopránů
- 2000: Západní křídlo

### 2001–2010
- 2001: Odpočívej v pokoji
- 2002: Policejní odznak
- 2003: 24 hodin
- 2004: Plastická chirurgie s. r. o.
- 2005: Ztraceni
- 2006: Chirurgové
- 2007: Šílenci z Manhattanu
- 2008: Šílenci z Manhattanu
- 2009: Šílenci z Manhattanu
- 2010: Impérium — Mafie v Atlantic City

### 2011–2020
- 2011: Ve jménu vlasti
- 2012: Ve jménu vlasti
- 2013: Perníkový táta
- 2014: Aféra
- 2015: Mr. Robot
- 2016: Koruna
- 2017: Příběh služebnice
- 2018: Takoví normální Američané
- 2019: Boj o moc
- 2020: Koruna

### 2021–2030
- 2021: Boj o moc
- 2022: Rod draka
- 2023: Boj o moc
- 2024: Šógun